# 우간다 영화

우간다의 국기

우간다 영화는 아프리카에서 제작된, 아프리카에서 제작되는 영화다.

## 목록
- 와칼리우드

## 영화 목록
- 후 킬드 캡틴 알렉스? (2015년)
- 배드 블랙 (2016년)

## 같이 보기
- 와칼리우드